# Кэмпбелл, Эмили
Эмили Кэмпбелл (англ. Emily Campbell; род. 6 мая 1994 года) — британская тяжелоатлетка, двукратный призёр летних Олимпийских игр 2020 года в Токио (серебро) и 2024 года в Париже (бронза), пятикратная чемпионка Европы, призёр чемпионатов мира и чемпионатов Европы.

## Карьера
В 2018 году на чемпионате мира в Ашхабаде заняла итоговое шестнадцатое место установив результат в сумме двух упражнений 248 кг.
На чемпионате Европы 2019 года, в Батуми, британская спортсменка по сумме двух упражнений стала бронзовой медалисткой в весовой категории свыше 87 кг, сумев зафиксировать результат 260 кг. В упражнение рывок и в упражнение толчок она завоевала малые бронзовые медали (115 и 145 кг соответственно).
В апреле 2021 года на Чемпионате Европы в Москве, британская тяжёлоатлетка в весовой категории свыше 87 кг, с результатом 276 килограммов стала чемпионкой Европы. В упражнении "рывок" с весом 122 кг, а также в упражнении "толчок" с весом 154 кг она завоевала малые золотые медали.
В 2021 году на Олимпиаде в Токио в весе свыше 87 кг Эмели Кэмпбелл завоевала 2-е место — 283 кг (122+161).
На чемпионате мира 2022 года в Боготе, в Колумбии в категории свыше 87 кг она стала серебряным призёром по сумме двух упражнений с результатом 287 кг и завоевала малую серебряную медаль в толчке.
В Ереване, на чемпионате Европы 2023 года в категории свыше 87 кг завоевала золотую медаль с результатом 253 кг по сумме двух упражнений. В отдельных упражнениях ей досталась малая золотая медаль в толчке.
В феврале 2024 года на чемпионате Европы в Софии Эмили завоевала золотую медаль по сумме двух упражнений с результатом 263 кг. В упражнении толчок она была первой (151 кг), а в рывке стала второй (112 кг). 
На летних Олимпийских играх 2024 года Эмили выступала в весовой категории свыше 81 кг среди женщин и завоевала бронзовую медаль. Подняла вес 288 килограммов по сумме двух упражнений.
На чемпионате Европы 2025 года в Кишинёве завоевала золотую медаль в весовой категории свыше 87 кг с итоговым результатом 281 кг. В двух упражнениях стала победительницей.

## Достижения
Чемпионат мира
| Результат | Вес          | Год  | Место соревнований  | Рывок | Толчок | Общий вес |
| Бронза    | свыше 87 кг. | 2021 | Ташкент, Узбекистан | 121,0 | 157,0  | 278,0     |
| Серебро   | свыше 87 кг. | 2022 | Богота, Колумбия    | 122,0 | 165,0  | 287,0     |

Чемпионат Европы
| Результат | Вес          | Год  | Место соревнований | Рывок | Толчок | Общий вес |
| Бронза    | свыше 87 кг. | 2019 | Батуми, Грузия     | 115,0 | 145,0  | 260,0     |
| Золото    | свыше 87 кг. | 2021 | Москва, Россия     | 122,0 | 154,0  | 276,0     |
| Золото    | свыше 87 кг. | 2022 | Тирана, Албания    | 118,0 | 153,0  | 271,0     |
| Золото    | свыше 87 кг. | 2023 | Ереван, Армения    | 110,0 | 143,0  | 253,0     |
| Золото    | свыше 87 кг. | 2024 | София, Болгария    | 112,0 | 151,0  | 263,0     |
| Золото    | свыше 87 кг. | 2025 | Кишинёв, Молдова   | 120,0 | 161,0  | 281,0     |

Олимпийские игры
| Результат | Вес          | Год  | Место соревнований | Рывок | Толчок | Общий вес |
| --------- | ------------ | ---- | ------------------ | ----- | ------ | --------- |
| Серебро   | свыше 87 кг. | 2021 | Токио, Япония      | 122,0 | 161,0  | 283,0     |
| Бронза    | свыше 81 кг. | 2024 | Париж, Франция     | 126,0 | 162,0  | 288,0     |